# Libanomanzia
La libanomanzia era una tecnica divinatoria consistente nella lettura del fumo dell'incenso. A seconda della direzione del fumo si credeva possibile capire il volere degli dei.

## Storia
I primi manuali di libanomanzia datano all'età paleo-babilonese, fra il 2000 ed il 1600 a.C. Assieme alla epatoscopia e alla lecanomanzia, la libanomanzia era alla base della bārûtu, l'arte  dell'aruspice babilonesi. Il metodo di divinazione è andato poi perdendo di popolarità, con la perdita d'interesse da parte dei sacerdoti nel I millennio a.C..
Le tecniche della libanomanzia sono state tramandate poi dalla Mesopotamia all'Egitto e alla Persia, poi in Europa, in Grecia e fra gli Etruschi ed a Roma, sotto forma di "sacrificio libanomantico", ossia l'interpretazione del fumo sprigionato dalla combustione di piante aromatiche.

## Metodo divinatorio
I Babilonesi accendevano bastoncini d'incenso per poi osservare la direzione del fumo che se ne sprigionava. Le direzioni erano codificate (Oriente, Occidente, Nord e Sud) così come i verbi per descrivere le volute di fumo (uscire, dirigersi, dividersi, tirare, agglomerarsi, assottigliarsi, dissolversi) e le forme assunte (a stella, a corona, ecc.).
Nell'Antica Grecia, Pitagora praticava una forma di libanomanzia, descritta come μαντιχή διά λιβανου (divinazione del Libano) e all'indovino Tiresia,  figlio di Evereo e della ninfa Cariclo, è attribuita la divinazione tramite l'interpretazione delle volute di fumo. La diffusione dell'incenso in Grecia ne favorì l'uso in riti purificatori o nella magia, in particolare quella legata alla procreazione. Apparentemente, la libanomanzia era talmente diffusa nel mondo greco, che alcuni autori hanno voluto vedervi lì la sua origine.